# Pseudischyrocerus besnardi
Pseudischyrocerus besnardi is een vlokreeftensoort uit de familie van de Ischyroceridae. De wetenschappelijke naam van de soort is voor het eerst geldig gepubliceerd in 2001 door Valério-Berardo.